# Lissonota cruentator
Lissonota cruentator là một loài tò vò trong họ Ichneumonidae.